# NGC 1840
NGC 1840 je otvoreni skup u zviježđu Stolu. 

## Vanjske poveznice
- SEDS: NGC 1840